# Johann Jürgen Gundelach
Johann Jürgen Gundelach, auch Gundlach (* um 1672 in Holstein; † 30. Juni 1736 in Ueckermünde) war ein deutscher Glasmacher, der in Mecklenburg und Vorpommern tätig war. Auf sein Wirken gehen die spätere Gründung des Ortes Ferdinandshof und der Bau der Trinitatiskirche zurück.

## Leben
Johann Jürgen Gundelach entstammte der Glasmacherfamilie Gund(e)lach, die im 17. Jahrhundert, aus Hessen kommend, in Holstein und Mecklenburg ansässig wurde. In Bolz bei Sternberg errichtete er 1705 eine Glashütte. Außerdem besaß er Glashütten in Feldberg, Schlicht und Conow.
Am 21. Dezember 1705 schloss er mit der Regierung Schwedisch-Pommerns in Stettin einen Vertrag über die Errichtung von Glashütten im damals unbesiedelten Waldgebiet am Westrand der Ueckermünder Heide. Der Vertrag lief von 1707 bis 1727 und beinhaltete eine jährliche Pacht von 300 Talern. Zu Beginn der Vertragszeit wurde die erste Glashütte auf dem Scharmützelberg in Betrieb genommen. Seine Arbeiter hatte er selbst aus Mecklenburg, Holstein und Thüringen angeworben. Im Vertrag hatte er sich verpflichtet, den während des Betriebes der Glashütten abgeholzten Wald urbar zu machen. Durch die Pest in den Jahren 1708 bis 1710 und die Besetzung Schwedisch-Pommerns durch russische Truppen 1712 wurde die Entwicklung der Glashütte stark beeinträchtigt. Die Arbeiter flohen nach Mecklenburg oder Brandenburg, die verlassene Glashütte wurde von den Russen demontiert.
1715 zahlte Gundelach letztmals Pacht an die schwedische Regierung, dann kam der südliche Teil Vorpommerns unter preußische Verwaltung. Die Arbeiten an der Glashütte wurden wieder aufgenommen. Wegen Mangel an Arbeitskräften und dem Verbot Buchenholz zu schlagen musste sie aber bald für ein Jahr eingestellt werden. 1719 ließ er auf den abgeholzten Flächen ein Ackerwerk errichten. Ostern 1720 konnte Gundelach einen neuen Vertrag mit der preußischen Verwaltung abschließen, der im Wesentlichen dem Vertrag mit den Schweden von 1705 entsprach. Er erhielt für Vorpommern das Privileg als einziger Hersteller von feinen Glaswaren aus Kreideglas. Von 1722 bis 1723 ließ er, wie vereinbart, eine zweite Glashütte auf dem Johannisberg beim heutigen Wilhelmsburg errichten. Zum Gesamtkomplex gehörte ab 1726 ein Aschhöfenrevier beim Dorf Louisenhof zur Herstellung von Pottasche, die man für die Glasproduktion benötigte. 1723 ließ Gundelach auf dem Scharmützelberg eine Kirche bauen, die 1726 geweiht wurde. Über den Bau berichtete er in einer selbst angelegten Chronik, die den Kirchenbüchern der Gemeinde Ferdinandshof beigefügt wurde.
In den folgenden Jahren erreichten die Generalpächter der Glashütten in der Mark Brandenburg, dass keine Waren aus pommerschen Glashütten nach Brandenburg eingeführt werden durften, wodurch Gundelach einen wichtigen Absatzmarkt verlor. Seinen Pachtvertrag hatte er noch bis 1733 verlängert, dann aber aufgegeben.
Er starb am 30. Juni 1736 in Ueckermünde und wurde am 3. Juli in der Trinitatiskirche beigesetzt. Er blieb zeitlebens unverheiratet.

## Ehrungen
Gundelach erhielt als »Königlicher Glasmeister« mit der Verleihung des Glashüttensiegels für seine Waren die Berechtigung zur alleinigen Herstellung in Vorpommern. Das Glasmachergewerbe in Vorpommern erreichte unter seiner Leitung eine große wirtschaftliche Bedeutung.